# ヒラオヤナギ
ヒラオヤナギ（平生柳、学名：Salyx × hiraoana）は、ヤナギ科ヤナギ属の樹木の1種で、木村有香が大正12年8月21日に兵庫県の六甲山（住吉村域）で発見し、同15年1月に発表した。六甲山麓より中腹にかけて他、大阪府の飯盛山、四條畷市、京都府の亀岡、篠村（現・亀岡市篠町）、老の坂、滋賀県の西大路村（現・日野町）、三国山、綿向山でも見つかった。
学名・和名ともに柳の研究を奨励した平生釟三郎を記念したものである。
東北地方に分布するツガルヤナギ Salyx × hiraoana nothosubsp. tsugaluensis は雑種亜種。

## 特徴
高さ2m位の潅木。枝は細長く斜上する。葉は革質で長さ6〜10cm、幅2cm内外、長楕円形で先端は鋭く尖り、葉底は鈍形ないし円形、葉縁は鈍鋸歯状細鋸歯を具え、なお小さく上下に波曲、上面は深緑色光沢あり、下面は灰青色、中肋はしばしば紅色を帯びる。葉柄は紅色を呈し長さ5mm内外。托葉は斜卵形・鋭尖頭・細鋸歯縁。花穂は円筒形で長さ1〜3cm、径は雌木においては0.5〜0.8cm、雄木においては1.0〜1.2cm、ほとんど無梗または短梗を有し、梗は2〜6枚の小葉を具える。苞鱗は長楕円形あるいは広楕円形、両面毛茸を布き、普通先端黒色中部帯紅色底部淡緑色で、長さ2mm、幅1mmばかり。線体は1個、略四角形あるいは卵状四角形、長さ0.6mmばかり。子房は長卵形で有毛、上部は往々にして無毛、長さ2mm、短柄を具える。花柱は長さ約1mm、柱頭は小さくしばしば紅色を呈し二裂。雄蕊は2本、花糸は長さ約5mm、底部にしばしば少数の毛あり、基部より全長の5分の1ないし6分の5に渡り癒着。葯は黄赤色。